# 吉越浩一郎
吉越 浩一郎（よしこし こういちろう、1947年 - ）は、日本の実業家。千葉県出身。トリンプ・インターナショナル・ジャパン株式会社元代表取締役社長。吉越事務所代表。「平成の名経営者100人」に選出。第37回ベストドレッサー賞〈政治・経済部門〉受賞。

## 人物
千葉県出身。市川高等学校卒業。ドイツ・ハイデルベルク大学留学後、1972年、上智大学外国語学部ドイツ語学科卒業。極東ドイツ農産物振興会、メリタジャパン等を経て、1983年、トリンプ・インターナショナル（香港）に入社し、リージョナル・マーケティングマネージャー等を歴任。
1986年、トリンプ・インターナショナル・ジャパン株式会社に入社。同社マーケティング本部長、代表取締役副社長等を経て、1992年、同社代表取締役社長に就任。2006年、同社代表取締役社長から退任。毎日開催される早朝会議での即断即決経営を武器に19年連続増収増益を達成。また、「デッドライン」、「残業ゼロ」、「がんばるタイム」、「課長以上への毎年二週間連続の有給休暇取得義務」等、スピードと効率重視のユニークな経営手法で赤字続きだった同社を女性下着業界第2位の企業に成長させた。
2004年、「平成の名経営者100人」（日本経済新聞社）の一人に選出。
2008年、第37回ベストドレッサー賞〈政治・経済部門〉を受賞。
現在は、吉越事務所代表を務め、国内各地で経営コンサルティングや講演・執筆活動を中心に活躍。

## 略歴
- 1972年、上智大学外国語学部ドイツ語学科卒業
- 1983年、トリンプ・インターナショナル（香港）入社
- 1986年、トリンプ・インターナショナル・ジャパン入社
- 1987年、同社代表取締役副社長
- 1992年、同社代表取締役社長